# Mimudea schaeferi
Mimudea schaeferi là một loài bướm đêm trong họ Crambidae.